# Omerta – City of Gangsters
Omerta — City of Gangsters (укр. Омерта – Місто Ґангстерів) — відеогра в жанрі стратегія, розроблена болгарською студією Haemimont Games та видана Kalypso Media для PC та Xbox 360. Гра вийшла 31 січня 2013 року.

## Сюжет
Назва розповідає про 1920-ті — під час сухого закону в США, в Атлантик-Сіті, де й розгортаються події гри. У зв'язку із забороною на будь-який алкоголь в цю епоху, мафія змогла скористатися цим сповна й зміцнитись за допомогою барів, де нелегально розпивалися спиртні напої. У той час, коли злочинні угруповання керували містом та декілька сумнівно-моральних чоловіків були в змозі домогтися успіху за допомогою незаконних азартних ігор, високому духові й тінистих махінацій, сюжетна лінія гравця відбувається, коли він опиняється у цьому казані незаконності. Персонаж гравця — еміґрант, Фредді Таніно, який народився у невеличкому селі в Сицилії [точно невідомо], і який щойно прибув в Атлантик-Сіті. Він повинен піднятися догори по сходах мафіозного світу. Працюючи з нуля, Таніно повинен затвердитись у злочинному світі, купуючи підприємства, а також, атакуючи підприємства своїх суперників, одночасно виконуючи свою версію «американської мрії».

## Дрібнички
Назва гри — «Omerta», посилається до знаменитого мафіозного кодексу честі, який називається «Omerta», «Кодекс мовчання», що пов'язує членів мафії або аналогічних злочинних організацій професійного розсуду щодо третіх осіб.